# Miomaci pannonicum
Miomaci pannonicum è un mammifero carnivoro estinto, appartenente agli ursidi. Visse nel Miocene superiore (Vallesiano, circa 8 milioni di anni fa) e i suoi resti fossili sono stati ritrovati in Europa.

## Descrizione
Questo animale è noto per fossili di mascelle e mandibole con denti, ed è quindi difficile ipotizzarne l'aspetto. Dal raffronto con fossili di animali simili, si suppone che Miomaci fosse un urside di medie dimensioni, forse simile all'attuale panda gigante. In ogni caso, le cuspidi dei molari richiamano quelle presenti sui denti di Indarctos, un altro urside miocenico con il quale forse Miomaci era strettamente imparentato.

## Classificazione
Miomaci pannonicum venne descritto per la prima volta nel 2017, sulla base di resti fossili ritrovati nel ben noto giacimento di Rudabánya in Ungheria, risalente alla fine del Miocene. Miomaci sembrerebbe essere stato un membro della sottofamiglia di ursidi di cui fa parte l'attuale panda gigante (Ailuropodinae), in particolare del clade noto come Indarctini. 

## Paleoecologia
Lo studio dell'usura dentaria indica che la dieta di questo animale doveva essere composta da cibo duro, e la dentatura era adatta a tagliare più che a triturare; è probabile che la nicchia ecologica fosse molto simile a quella del panda gigante attuale. Probabilmente Miomaci viveva nei pressi dei laghi dove si trovavano monocotiledoni erbacee in grande abbondanza.